# Columbia Lancaster

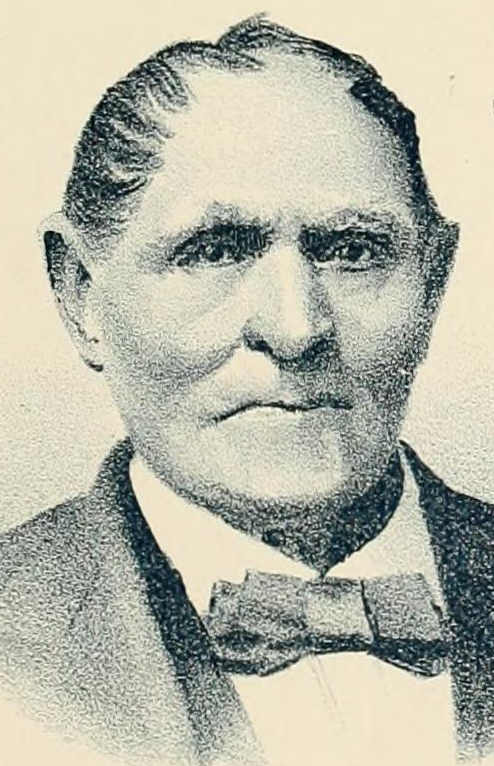
Columbia Lancaster

Columbia Lancaster (* 26. August 1803 in New Milford, Connecticut; † 15. September 1893 in Vancouver, Washington) war ein US-amerikanischer Politiker. Zwischen 1853 und 1855 vertrat er das Washington-Territorium als Delegierter im US-Repräsentantenhaus.

## Werdegang
Im Jahr 1817 zog Columbia Lancaster mit seinen Eltern nach Canfield in Ohio, wo er die öffentlichen Schulen besuchte. 1824 zog er nach Detroit im Michigan-Territorium. Nach einem anschließenden Jurastudium und seiner im Jahr 1830 erfolgten Zulassung als Rechtsanwalt begann er in Centreville in seinem neuen Beruf zu arbeiten. Der bis 1831 amtierende Territorialgouverneur Lewis Cass ernannte ihn zum Staatsanwalt in diesem Territorium. Außerdem wurde er Mitglied im territorialen Repräsentantenhaus.
Im Jahr 1847 zog Lancaster in das Willamette Valley im Oregon-Territorium, zu dem damals auch noch die Gebiete des späteren Bundesstaates Washington gehörten. In seiner neuen Heimat wurde er zwischen 1847 und 1849 von Gouverneur George Abernathy zum provisorischen Obersten Richter ernannt. Er verlegte dann seinen Wohnort in die Gegend bei der Mündung des Lewis River im heutigen Staat Washington.
Lancaster war Mitglied der Demokratischen Partei. Im Jahr 1848 kandidierte er erfolglos als Kongressdelegierter für das Oregon-Territorium. Zwischen 1850 und 1852 war er Mitglied im Regierungsrat dieses Gebietes. Nach der Gründung des Washington-Territoriums im Jahr 1853 wurde Lancaster als dessen erster Delegierter in den Kongress in Washington, D.C. gewählt. Dort trat er am 12. April 1854 sein neues Mandat an. Wie alle Delegierten hatte er dort kein offizielles Stimmrecht. Bis zum 3. März 1855 beendete er die laufende Legislaturperiode im US-Repräsentantenhaus. Für die Kongresswahlen des Jahres 1854 wurde Lancaster von seiner Partei nicht mehr nominiert.
Nach seiner Zeit im US-Repräsentantenhaus kehrte Lancaster in das Washington-Territorium zurück. Im Jahr 1862 wurde er Vorstandsmitglied der University of Washington in Seattle. Damals war er auch am Eisenbahnprojekt der Puget Sound & Columbia River Railroad beteiligt. Columbia Lancaster starb im September 1893 in Vancouver im 1889 gegründeten Bundesstaat Washington.